# 大槻哲也
大槻 哲也（おおつき てつや、1940年8月 - ）は日本の社会保険労務士。2009年6月から全国社会保険労務士会連合会最高顧問。

## 経歴
京都府京都市出身。1963年に明治大学商学部を卒業後、東京都食品健康組合に勤務。同組合にて業務課長、総務課長を歴任する。同組合に10年程勤務後、1973年10月に大槻経営労務管理事務所を開設。3ヶ月だけ先輩の社労士事務所に見習いで勤務。その後、仲間の社労士と共に共同事務所を構える。2年後には独立し、銀座のビルに事務所を構えた。1999年に東京都社会保険労務士会会長に、2001年には全国社会保険労務士会連合会の初のプロパーの会長に就任。

## 功績
後発士業である社労士業界を、早く他の士業に追い付かせたいとの思いから、様々な制度改革に取り組む。税理士との付随業務を巡って大きな禍根を残した、社会保険労務士法27条の但し書き「政令により税務事務に付随して行う場合には同条に抵触しない」の解釈を巡り、2002年6月に「労働社会保険諸法令に基づく申請書等の税理士による提出代行・事務代行はできない事を地方に周知する」との回答を日税連が全国社会保険労務士会連合会に行った。その結果、日税連との間で「税理士又は税理士法人が付随業務の範囲に関する確認書」の調印が行われ、税理士が付随業務として行うことができるのは「租税債務の確定に必要とする書類の作成」に限られることになった。また、2007年6月に大きなニュースとなった年金記録問題については、無料相談の対応を行う事を決定し、記者発表を行う。その結果、年金相談が全国社会保険労務士会連合会や都道府県社会保険労務士会に殺到し、マスコミから多くの取材依頼を受ける事となった。各メディアへの露出による広告効果が数十億単位であったと広告代理店から評価を受けた。その結果、社会保険労務士の知名度を高めることとなった。

## 人物
「限界への挑戦」が自分の人生のテーマと言っていいかもしれない、と本人が語っている。全国社会保険労務士会連合会の講演等では、周囲が驚く発言を行う事から「大槻節」「かましの大槻」と周囲から呼ばれる事がある。30代後半に京都の大徳寺大仙院の僧侶から「できる、できる、なんでもできる。今やらずにいつできる」という言葉を貰った大槻は、ヘビースモーカーであったが禁煙を決意。以来、タバコを吸わなくなった。社労士の仕事でも、上記の言葉を念じて取り組みを行ってきた。社会保険労務士制度の発展に寄与した功績が認められ、2010年秋の叙勲で旭日中綬章を授与された。

## 著書・監修
- 『ケーススタディ労働時間・休日・休暇』(第一法規出版1999年7月～)
- 『アクセス労働法実務事典』(労務行政研究所2001年12月)
- 『大槻哲也の人事・労務管理“実務相談室”』(労働調査会2008年11月)
- 『最新最強の合格法　社労士をめざす人の本』(成美堂出版2012年8月)
- 『社労士　大槻哲也の奮闘記　■挑戦の先に見えるもの』(中央経済社2012年9月)

## メディア
テレビ
- NHK『NHKスペシャル新日本人の条件---残業やめられますか？』